# Der große Indienschwindel
Der große Indienschwindel ist eine frankobelgische Graphic Novel aus dem Jahr 2019. Es handelt sich um eine fiktive Fortsetzung von Francisco de Quevedos spanischem Schelmenroman La vida del Buscón aus dem Jahr 1626, die von Alain Ayroles geschrieben und Juanjo Guarnido gezeichnet wurde.

## Inhalt
Aus der Ich-Perspektive erzählt Don Pablos von Segovia seine Lebensgeschichte, wie er während der Zeit des Siglo de Oro arm geboren wurde, die Welt bereist und in Südamerika, damals noch bekannt als Westindien, landet, um seinen Lebensglück mit der Suche nach dem Gold von Eldorado auf die Sprünge zu helfen. Stattdessen wird er nach einer gescheiterten Expedition gefangen genommen und steht kurz davor hingerichtet zu werden.

## Hintergrund
Die Graphic Novel wurde am 28. August 2019 in Frankreich veröffentlicht und konnte sich bis zum Ende des Jahres 124.000 Mal verkaufen, womit es das vierterfolgreichste Comic-Buch des Jahres 2019 in Frankreich wurde. Das Buch wurde in mehrere Sprachen übersetzt, neben dem Deutschen unter anderen ins Spanische und Polnische.
Bereits seit 2009 wollten Ayroles und Guarnido miteinander ein Buch veröffentlichen. Man fand allerdings mehrere Jahre keine geeignete Idee und verwarf mehrere unterschiedliche Szenarien. So hatte Ayroles während eines Ecuador-Urlaubs die Idee, nachdem er ein Don-Quijote-Gemälde sah, ein Abenteuer im Hochland Perus zu gestalten. Guarnido war strikt gegen die Auswahl Don Quijotes in Südamerika und schlug stattdessen vor, die Hauptfigur des Schelmenromans El Buscón dort anzusiedeln. Die Recherche begann 2012, wobei viel Zeit in die Ausarbeitung der zeitgenössischen Sprache des 17. Jahrhunderts investiert wurde. Die eigentliche Arbeit, das Gestalten und Zeichnen, dauert etwas mehr als 3,5 Jahre, unter anderem weil sich die Seitenanzahl von 80 auf 160 verdoppelte. Während dieser Zeit reiste Guarnido nach Peru, wo er den Amazonas-Regenwald und Machu Picchu besuchte, um sich Inspirationen für die Landschaftsgestaltung zu holen.
Im Vergleich zu seinen Arbeiten an Blacksad änderte Guarnido seine Technik und verzichtete auf Tusche. Er zeichnete mit Bleistift auf Polyester-Kunststoffpapier, das früher von Vermessungsingenieuren verwendet wurde und auch zum Drucken von Blaupausen für Industriezeichnungen verwendet wird. Er bezeichnete seine Erfahrung damit als angenehm: Da die Oberfläche keine Maserung hat und komplett glatt ist, wirke jede Linie wie eine Gravur. Anschließend wurde diese Bleistiftzeichnung mit Sepiatinte nachgezogen und mittels Aquarell-Technik koloriert. Das Hinzufügen der schwarzen Tinte hat den benötigten Tiefeneffekt erzeugt.
Während Ayroles sich für die französische Originalfassung verantwortlich zeigte, da er insbesondere auch das Französisch des 17. Jahrhunderts beherrscht, übersetzte Guarnido das Buch ins Spanische. Er hatte dabei Probleme, die französischen Alexandrinerverse dem Spanischen anzugleichen. Da es für vieles nichts Geeignetes gab, orientierte er sich an El Buscón, Lazarillo de Tormes und La venganza de Don Mendo von Pedro Muñoz Seca.
Das Cover des Comics ist ein Porträt von Don Pablos, das Guarnido in Öl und im Großformat angefertigt hat. Es ist im Original 1 × 1 Meter groß und wurde mit Hilfe des Illustrators Alex Alice im Barockstil erstellt. Man wollte den Unterschied zwischen Schurke und Adligem darstellen, indem man einen Mann mit schurkischem Gesicht, stacheligen Haaren und halbrasiertem Bart in Adelskleidung präsentiert. Es hat Jahre und Hunderte von Skizzen gedauert, bis das endgültige Aussehen gefunden war, denn Don Pablos wurde in El Buscón nicht beschrieben. Guarnido nahm sich die künstlerische Freiheit und schuf eine eigene Interpretation, wobei er sich der Kritik ausgesetzt sah, sich nicht an die Vorlage gehalten zu haben, denn Don Pablos hat in El Buscón ein Messer ins Gesicht bekommen und war dementsprechend entstellt. Bei der weiteren Figurengestaltung ging er ähnlich wie Albert Uderzo in Asterix vor, bei dem manche Figuren Karikaturen bekannter Persönlichkeiten sind. So nahm er mehrere spanische Schauspieler aus den 1960er und 1970er Jahren, um anhand von deren Gesichtszügen seine Figuren zu gestalten. Für die Figur des Sancho Panza nahm er sich Alfredo Landa als Vorbild. Andere bekannte Schauspieler waren Fernando Rey, Fernando Fernán Gómez und Florinda Chico. Chico diente als Vorbild für die Wirtin und Fernán Gómez für den Conquistador.
Einen großen szenischen Einfluss hatten die  Italowestern von Sergio Leone. Mehrere Szenen und Personen basieren auch auf historischen Bildern. So ist die erste und letzte höfische Szene dem Gemälde Las Meninas von Diego Velázquez nachempfunden. Auch Pablos' kleiner Bruder hat ein historisches Vorbild im Gemälde El Joven Mendigo von Bartolomé Esteban Murillo.

Las Meninas von Diego Velázquez
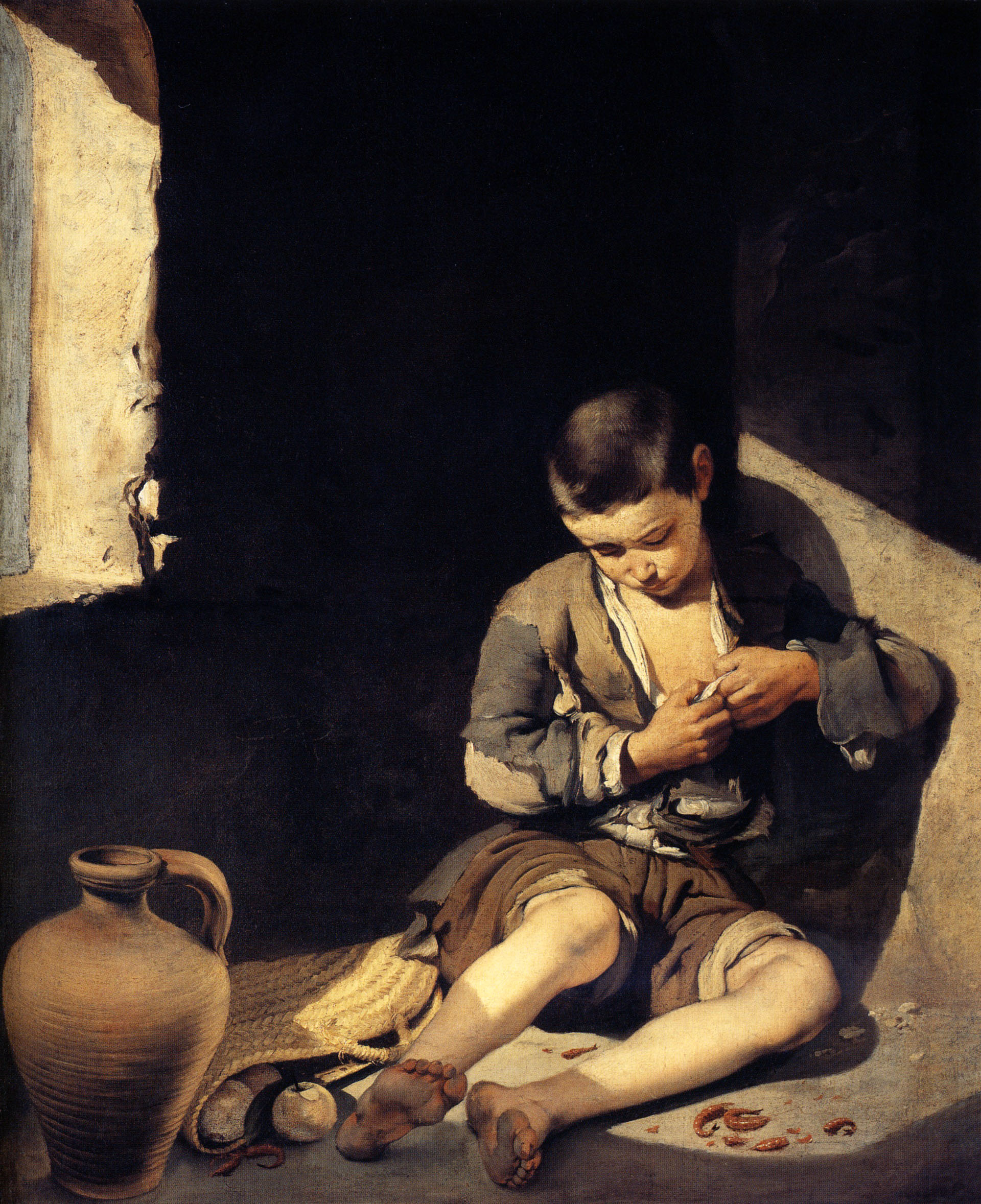
El Joven Mendigo von Bartolomé Esteban Murillo

## Kritik
Der deutsche Schriftsteller Timur Vermes lobte auf Spiegel Online die von Guarnido gezeichneten „exzellenten Landschaften, schönen Segelschiffe“ und bescheinigte ihm einfallsreiche „Größe, Perspektive“ und einen geschickten Schnitt der Panels. Insgesamt kam Vermes zum Fazit, dass das Werk eine „trickreiche Gaunerkomödie in Blockbuster-Optik“ ist. Auch Christian Endres lobte im Tagesspiegel den „spektakulären“ Zeichenstil von Guarnido, der mit „seinem lebendigen Strich, seinen Layouts und einer kontrastreichen Farbpalette [...] begeistert“. Dazu habe das Werk „eine ambitionierte, verschachtelte Erzählweise, [die] das Medium voll ausnutzt“. Auch der Deutschlandfunk kam zu einem positiven Fazit: „Und weil der Comic „Der große Indienschwindel“ so unglaublich gut erzählt ist, glaubt man diesem Schelm Pablos jede einzelne seiner Geschichten – und ist zugleich bestürzt, die eigene Blauäugigkeit so unterhaltsam vorgeführt zu bekommen.“
„Eines wahren Schelmenromans würdig, nimmt uns die Geschichte mit, überrascht uns“, meinte Frédéric Choulet im Le Parisien, denn das Werk sei „atemberaubend“ und „Liebhaber von Abenteuern und historischen Fresken mit einem Hauch von Humor und Verwegenheit werden nicht enttäuscht sein“. „Die Verschmelzung zweier Genres, Thriller und Abenteuerroman, ist gelungen“, schrieb der Le Figaro, denn dieser „wunderbare Schelmen-Comic-Roman“ gehört zu den „schönsten Alben dieses Herbstes“.
In der spanischen Zeitschrift Ideal befand José E. Cabrero, dass das Werk „kein Märchen, sondern ein komplexes Buch“ sei. Das „Leseerlebnis ist zweifellos ein Moment puren Glücks. Ein Genuss für regelmäßige Leser und auch für diejenigen, die in ihrem Leben noch keinen Comic“ lasen. „Auf 160 hypnotisierenden Seiten führt eine tadellose historische Kulisse des Treibens des 17. Jahrhunderts“ den Leser durch die Geschichte, meinte die El Periódico de Catalunya. „Beide Schöpfer nutzen geschickt die Möglichkeiten des Comics, um das Skurrile und die Ironie der Erzählung zu verewigen“.

## Auszeichnungen
Auszeichnungen
- 2019: Prix Landerneau[13]
- 2019: Prix Etoile[1]
- 2019: Grand Prix RTL de la BD[14]
- 2019: Prix des Libraires de Bande Dessinée[15]
- 2020: prix Libr'à Nous[16]
- 2020: Rudolph-Dirks-Award

Nominierungen
- Max und Moritz-Preis 2020[17]